# Dassault Falcon 7X
Dassault Falcon 7X – samolot biznesowy dalekiego zasięgu, produkowany przez Dassault Aviation. Po raz pierwszy został zaprezentowany podczas Paris Air Show 2005. Pierwszy seryjny odrzutowiec dyspozycyjny wyposażony w system fly-by-wire i winglety. 

## Historia
Prototyp samolotu został oblatany 5 maja 2005 roku. Maszyna o znakach rejestracyjnych F-WFBW pilotowali Yves Kerherve i Philippe Deleume. Podczas pierwszego lotu samolot spędził w powietrzu 1 h 36 min. W trakcie oblotu sprawdzono działanie instalacji pokładowych maszyny, komputera danych aerodynamicznych, podwozia, autopilota, automatycznego układu sterowania, przeprowadzono próby hamowania i przyśpieszania w locie.
Pierwszy Dassault Falcon 7X wszedł do służby 15 czerwca 2007 roku, a setny w listopadzie 2010. W 2001 roku 7X był wyceniany na około 35 milionów dolarów czyli około o 10 milionów taniej niż jego potencjalni konkurenci na rynku. W 2008 przybliżony koszt tego samolotu wyniósł 50 milionów dolarów.